# Shigehisa Fujikawa
Shigehisa Fujikawa (jap. 藤川 繁久, Fujikawa Shigehisa; * in Onohara, Präfektur Kagawa, Japan) ist ein japanischer Astronom.
Fujikawa ist Mitentdecker des nach ihm benannten periodischen Kometen 72D/Denning-Fujikawa. Er entdeckte den Kometen am 9. Oktober 1978 erneut, nachdem dieser bereits am 4. Oktober 1881 von William Frederick Denning beobachtet worden war.